# 미키 토머스 (축구인)
미키 토머스(Mickey Thomas, 본명(本名)은 마이클 레지널드 토머스(Michael Reginald Thomas), 1954년 7월 7일 ~ )는 웨일스의 축구 선수였다. 현역 축구 선수 시절 603회 출장 가운데 77회 골을 기록하였다.

## 이력
1962년 축구 선수 첫 입문하였고 1972년 영국 프로 축구에 본격 입문하였으며 1994년 은퇴하였다. 이후 1994년에 포스매덕 FC 축구 매니저를 잠시 역임하였고 그 후 기업가로도 활약하였으며 1995년에서 2002년까지 축구 평론가로도 활약하였다.